# Atletisme als Jocs Olímpics d'Estiu de 2024 - Llançament de javelina masculí
La prova de Llançament de javelina masculina d'Atletisme als Jocs Olímpics de París 2024 serà la 27a edició de l'esdeveniment en unes Olimpíades. La prova es disputarà entre el 6 i el 8 d'agost del 2024 a l'Stade de France de París.
L'indi Neeraj Chopra és el vigent campió de la disciplina olímpica, després de guanyar la medalla d'or als Jocs Olímpics de Tòquio 2020. Les medalles de plata i bronze les van aconseguir els txecs Jakub Vadlejch i Vitezslav Vesely, respectivament.
L'equip de Finlàndia és la selecció més guardonada, amb 7 medalles d'or, 8 medalles de plata i 7 medalles de bronze, en les 26 edicions que l'esdeveniment ha estat present als Jocs Olímpics. El txecoslovac Jan Zelezny, amb 3 medalles d'or i 1 medalla de plata, és l'atleta més guardonat en tota la història de la competició.

## Format
La prova de llançament de javelina consisteix en llençar una javelina feta de fibra de vidre el més lluny possible. La competició començarà amb tots els atletes classificats, competint en 2 grups diferents. Com a mínim 12 atletes passaran a la final. Si aconsegueixen superar la distància de referència passaran directament a la final i si no ho fan, han de quedar entres les 12 posicions més elevades dels dos grups en general. A la final, els 3 atletes que aconsegueixin fer un llançament més llarg, guanyaran les medalles.

## Classificació
Hi ha dues maneres de classificar-se per la prova olímpica. La forma principal és superant la marca estàndard de classificació (que per aquesta edició es troba en els 85,50 metres), en qualsevol prova organitzada o supervisada per la Federació Internacional d'Atletisme, entre l'1 de juliol de 2023 i el 30 de juny de 2024. Depenent dels llocs que sobrin es podran classificar els atletes que no hagin aconseguit aquesta marca mitjançant les places universals i el rànquing atlètic i fent prevaler la diversitat geogràfica. S'ha de tenir en compte que només es podran classificar un màxim de 3 atletes per país i en cas que sigui superior, cada federació haurà d'escollir els 3 llançadors que consideri per participar en les Olimpíades.
| Mètode de classificació  | Places | País     | Atleta classificat |
| ------------------------ | ------ | -------- | ------------------ |
| Marca estàndard - 85,50m | 2      | Alemanya | Julian Weber       |
| Marca estàndard - 85,50m | 2      | Alemanya | Max Dehning        |
| Marca estàndard - 85,50m | 2      | Índia    | Neeraj Chopra      |
| Marca estàndard - 85,50m | 2      | Índia    | Kishore Jena       |
| Marca estàndard - 85,50m | 1      | França   | Yann Chaussinand   |
| Marca estàndard - 85,50m | 1      | Grenada  | Anderson Peters    |
| Marca estàndard - 85,50m | 1      | Lituània | Edis Matusevicius  |
| Marca estàndard - 85,50m | 1      | Pakistan | Arshad Nadeem      |
| Marca estàndard - 85,50m | 1      | Txèquia  | Jakub Vadlejch     |
| Rànquing atlètic         | 1      |          |                    |
| Places universals        | 1      |          |                    |

## Medaller històric
| Posició | País                | Or | Argent | Bronze | Total |
| ------- | ------------------- | -- | ------ | ------ | ----- |
| 1       | Finlàndia           | 7  | 8      | 7      | 22    |
| 2       | URSS                | 3  | 2      | 2      | 7     |
| 3       | Suècia              | 3  | 1      | 2      | 6     |
| 4       | Noruega             | 3  | 1      | 1      | 5     |
| 5       | Txèquia             | 2  | 1      | 2      | 5     |
| 6       | Alemanya            | 2  | 1      | 0      | 3     |
| 7       | Hongria             | 1  | 2      | 4      | 7     |
| 8       | Estats Units        | 1  | 2      | 2      | 5     |
| 9       | Txecoslovàquia      | 1  | 1      | 0      | 2     |
| 10      | Trinitat i Tobago   | 1  | 0      | 1      | 2     |
| 11      | Alemanya Occidental | 1  | 0      | 0      | 1     |
| 11      | Índia               | 1  | 0      | 0      | 1     |
| 13      | Regne Unit          | 0  | 3      | 1      | 4     |
| 14      | Letònia             | 0  | 2      | 0      | 2     |
| 15      | Kenya               | 0  | 1      | 0      | 1     |
| 15      | Polònia             | 0  | 1      | 0      | 1     |
| 17      | Rússia              | 0  | 0      | 2      | 2     |
| 18      | Alemanya de l'Est   | 0  | 0      | 1      | 1     |
| 18      | Romania             | 0  | 0      | 1      | 1     |